# HD 98219
HD 98219はコップ座にある恒星の1つである。視等級は8.21等と暗く、肉眼では見ることができない。

## 惑星系
2011年、ケック天文台での観測によるHD 98219の周囲を公転する惑星の発見が報告された。この惑星は木星の約1.8倍程の質量を持ち、恒星から約1.23au離れたところを公転している。
| 名称 （恒星に近い順） | 質量         | 軌道長半径 （天文単位） | 公転周期 (日) | 軌道離心率 | 軌道傾斜角 | 半径 |
| --------------------- | ------------ | ----------------------- | ------------- | ---------- | ---------- | ---- |
| b (Ixbalanqué)        | 1.7 ± 0.1 MJ | 1.23 ± 0.03             | 436.9 ± 4.5   | <0.21      | —          | —    |

## 名称
2019年、世界中の全ての国または地域に1つの系外惑星系を命名する機会を提供する「IAU100 Name ExoWorldsプロジェクト」において、HD 98219はホンジュラス共和国に割り当てられる系外惑星系となった。このプロジェクトは、「国際天文学連合100周年事業」の一環として計画されたイベントの1つで、ホンジュラス国内での選考、国際天文学連合 (IAU) への提案を経て太陽系外惑星とその主星に固有名が承認されるものであった。2019年12月17日、IAUから最終結果が公表され、HD 98219はHunahpú、HD 98219 bはIxbalanquéと命名された。これらはグアテマラ高地に住むキチェ族に伝わるマヤ神話の文書ポポル・ヴフに登場する双子の英雄フンアフプーとイシュバランケーに由来しており、Hunahpú は太陽になったフンアフプー、Ixbalanqué は月になったイシュバランケーにちなんでいる。